# 418 (tal)
418 är det naturliga heltal som följer 417 och följs av 419.

## Matematiska egenskaper
- 418 är ett hendekagontal[1].
- 418 är ett jämnt tal.

## Inom vetenskapen
- 418 Alemannia, en asteroid.